# Lód VII

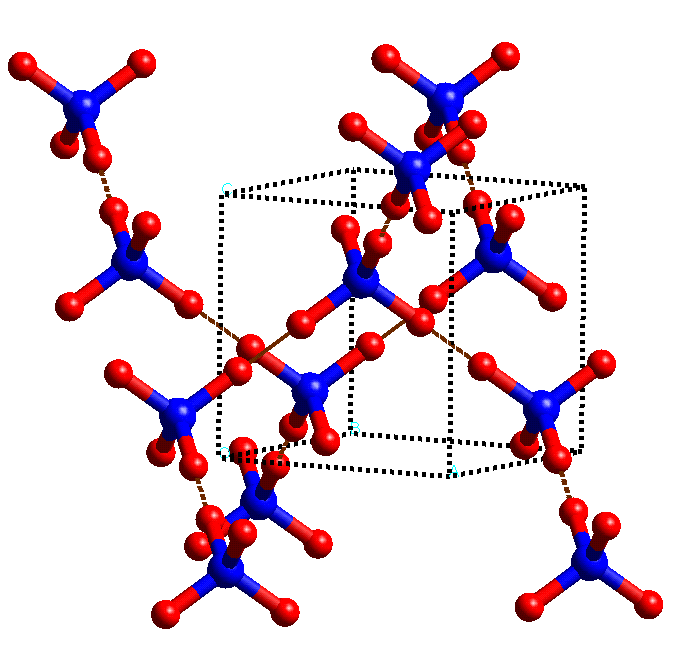
Struktura krystaliczna lodu VII

Diagram fazowy wody w szerokim zakresie ciśnień

Lód VII – regularna odmiana lodu, stabilna w wysokich ciśnieniach (2,1 GPa – 62 GPa) i szerokim zakresie temperatur (powyżej 100 K).

## Charakterystyka
Sieć krystaliczną takiego lodu tworzą dwie przenikające się podsieci o strukturze identycznej jak sieć krystaliczna lodu Ic. Podsieci te nie są połączone wiązaniami wodorowymi. Wiązania wodorowe nie są w lodzie VII uporządkowane przestrzennie; odmiana polimorficzna tego lodu o uporządkowanych wiązaniach to lód VIII. Lód VII powstaje w wyniku ochładzania wody w ciśnieniu powyżej 3 GPa do temperatury rzędu kilkudziesięciu stopni Celsjusza. Gęstość takiego lodu jest większa od gęstości ciekłej wody i równa 1,65 g/cm³ (w 2,5 GPa i 25 °C); względna przenikalność elektryczna jest większa niż dla lodu heksagonalnego (Ih) i równa około 150.
Powyżej 14 GPa struktura lodu VII ulega stopniowej zmianie, w związku z częściową dysocjacją molekuł. W sieci krystalicznej znajdują się ośmiościenne pustki, do których trafiają niektóre protony. Nie mogą one tworzyć wiązań wodorowych, wymuszając reorganizację. Struktura zmienia się płynnie w tetragonalną; przy dalszym wzroście ciśnienia dochodzi do przemiany w regularny lód X.
Lód VII ma znane punkty potrójne z ciekłą wodą i lodem VI (355 K, 2,216 GPa), lodem VI i lodem VIII (5 °C, 2,1 GPa), oraz lodem VIII i lodem X (100 K, 62 GPa). Wzdłuż krzywej łączącej te dwa ostatnie punkty zachodzi przemiana fazowa w formę z uporządkowanymi wiązaniami wodorowymi (lód VIII), ale lód VII może istnieć także poza obszarem pełnej stabilności, w stanie metastabilnym. W 77 K czas przemiany fazowej staje się nieograniczenie długi i dochodzi do tzw. „zamrożenia nieporządku”.

## Występowanie
Lód VII jest prawdopodobnie istotnym składnikiem dużych ciał niebieskich zawierających znaczne ilości wody, jak tzw. lodowe olbrzymy, czyli planety typu Neptuna, oraz największe księżyce lodowe. Może też występować na tzw. planetach oceanicznych, hipotetycznych planetach pozasłonecznych zbudowanych głównie z wody.